# 나포중학교
나포중학교(羅浦中學校)는 대한민국 전북특별자치도 군산시 나포면 옥곤리에 있는 공립 중학교이다.

## 학교 연혁
- 1971년 1월 16일 : 나포중학교 6학급 인가
- 1971년 3월 8일 : 개교 및 입학식
- 1973년 3월 10일 : 9학급 증설 인가
- 2023년 3월 1일 : 제17대 김영미 교장 부임
- 2024년 2월 8일 : 제51회 졸업(총 3,529명)

## 참고 자료
- 나포중학교 - 한국교육학술정보원 학교알리미